# Полоса наступления
Полоса́ наступле́ния — военный термин, под которым понимается чётко обозначенный участок местности, выделенный войсковому формированию для решения его боевых или оперативных задач наступательного характера. При определении ширины полосы наступления принимается во внимание сложный комплекс различных факторов:
- боевые возможности войскового формирования;
- боевые возможности противостоящей ему группировки противника;
- географические, климатические и гидрометеорологические особенности местности;
- текущая тактическая ситуация;
- и так далее[1].

Исходя из отечественного опыта боевых действий завершающего этапа Великой Отечественной войны ширина полосы наступления для фронта предполагалась 200—300 километров, для общевойсковой армии 35—50 км, для стрелковой дивизии 2—4 км, для стрелкового полка до 2 км. Например, во время Висло-Одерской операции советская 5-я ударная армия в составе 9-го, 26-го гвардейского и 32-го стрелковых корпусов действовала против хорошо подготовленной обороны немецких войск. В таких условиях ширина полосы наступления составляла 12 км при ширине участка прорыва 6 км.
По нынешним представлениям западных специалистов, в связи с ростом наступательных возможностей современных армий ширина полосы наступления американской бронетанковой дивизии составляет до 40 км (при ширине участка прорыва 3—6 км), бригады — 10—15 км, батальона — 3—4 км. Ширина полосы наступления американской общевойсковой бригады может достигать 15 км с участком прорыва по фронту шириной 3 км, а дивизии морской пехоты усиленной бронетанковой техникой выбирается в диапазоне 15—20 км.